# Sak tz’i
Le sak tz’i est un site archéologique maya décrit par Peter Schmidt dès 1976, situé dans la sierra de Lacandon, plus précisément au nord de Bonampak/Lacanja, sur la commune d'Ocosingo.

## Descriptif
Le site est prêt pour une éventuelle ouverture au public en 2004. L’archéologue chargé du projet, Luis Alberto Martos, dit y avoir découvert le plus grand jeu de balle de la région (65 mètres de long, doté d’un marqueur), un temple a été dénommé de façon pompeuse « temple des inscriptions », car un mur extérieur porte le vestige d’un texte stuqué. 
L’acropole a été décrite par Tovalin dans un rapport à l’INAH en 1982. Une structure porte encore une voûte maya à 4 étages. Il est possible que le Sak tz’i ait eu un grand rôle géopolitique à l'époque classique sous le nom de zac tzi (chien blanc), mais l’hypothèse reste à confirmer. En tout cas, ses liens avec Piedras Negras (Guatemala) et Cayo sont attestés.